# Praedicate evangelium
Praedicate evangelium (en français : Annoncez l'évangile) est une constitution apostolique réformant la Curie romaine promulguée le 19 mars 2022 par le pape François et entrée en vigueur le 5 juin 2022.
Praedicate evangelium abroge et remplace la constitution précédente Pastor Bonus du pape Jean-Paul II de 1988.

## Préparation
La réforme de la Curie romaine avait été demandée par les cardinaux lors des réunions tenues avant le conclave de 2013. Immédiatement après son intronisation comme pape, François a commencé à travailler sur la réforme.
Le Conseil des cardinaux a été créé le 13 avril 2013 par le pape François pour réformer la Curie. Il est composé de cardinaux venant de toutes les régions du monde. Le conseil travailla sur la nouvelle constitution à partir 2014.
Le 22 décembre 2014, le pape François, peu après son élection, critique le fonctionnement actuel de la Curie.
Le premier projet de constitution a été approuvé par le Conseil des cardinaux en 2018.
Le projet de constitution « a été envoyé aux chefs des bureaux actuels du Vatican, aux conférences épiscopales du monde entier et à d'autres experts au printemps 2019 ».
En février 2020, lors de sa réunion ordinaire, le Conseil des cardinaux a relu la constitution « qui a été révisée à la lumière des apports offerts par les différents dicastères et par quelques experts » ; le Conseil a également examiné les amendements proposés au texte.
En octobre 2020, après que le pape François a rencontré en ligne le Conseil des cardinaux, le Saint-Siège a annoncé via un communiqué officiel que le projet mis à jour de la constitution « avait été présenté au Saint-Père. Selon la pratique habituelle, les Dicastères compétents procèdent maintenant à la lecture du projet. » Le communiqué indique également que le pape a déclaré que la réforme accompagnant la constitution « est déjà en cours, également dans certains aspects administratifs et économiques »,,.
En décembre 2020, le Conseil des cardinaux s'est réuni en ligne pour poursuivre les travaux sur la constitution. La commission a notamment étudié les propositions d'amendement faites par les dicastères consultés,.
Le cardinal secrétaire d'État Parolin, a déclaré dans une interview du 29 janvier 2021 que des progrès considérables avaient déjà été réalisés, en particulier en ce qui concerne les finances du Vatican, faisant allusion à la création du Secrétariat pour l'économie. Parolin ajoute que certaines réformes qu'il considère comme mineures pourraient être mises en place sous la forme de deux fusions de dicastères : la fusion de la Congrégation pour l'évangélisation des peuples avec le Conseil pontifical pour la promotion de la nouvelle évangélisation, et la fusion de la Congrégation pour l'éducation catholique avec la Conseil Pontifical pour la Culture. Il annonce que la nouvelle constitution apostolique est en grande partie terminée et doit être publiée « avant la fin de cette année ».
Le cardinal Parolin déclarait en juillet 2021 : « Le texte [de la constitution], qui vise à donner un cadre cohérent à toutes les réformes déjà entreprises, est actuellement examiné par les canonistes pour adapter la terminologie au caractère juridique du document ».

## Promulgation, publication et effet
La constitution apostolique est promulguée le 19 mars 2022 et publiée en italien le même jour, correspondant à la fête de la Saint Joseph et du neuvième anniversaire de l'inauguration papale de François. Praedicate evangelium prend effet le 5 juin 2022, fête de la Pentecôte,.
En pratique, une partie des réformes apportées par la nouvelle constitution avait déjà été mise en pratique de façon décoordonnée. Praedicate evangelium vient les ordonner clairement et les renforcer.

## Contenu
La constitution apostolique remplace et abroge pleinement Pastor Bonus.
Praedicate evangelium confirme les changements précédemment apportés par François à la structure de la Congrégation pour la doctrine de la foi en février 2022.

### Rôle des laïcs
Tout fidèle laïc, homme ou femme, pourra être nommé préfet d'un dicastère ou d'autres organes de la Curie romaine,. Pastor bonus réservait la plupart des postes de direction aux évêques et aux cardinaux.
Cependant, les statuts spécifiques de certains dicastères peuvent faire en sorte qu'ils ne peuvent être dirigés que par des évêques ou des cardinaux. Le pape François précise qu'ils doivent lui proposer une adaptation de leur statut pour approbation.
La constitution affirme que le rôle des laïcs catholiques dans la participation au gouvernement de la Curie romaine est « essentiel » en raison de leur familiarité avec la vie familiale et la « réalité sociale ».
Les critères de sélection avancés pour le choix des personnes servant à la Curie sont « leur vie spirituelle, leur bonne expérience pastorale, leur sobriété de vie et leur amour des pauvres, leur esprit de communion et de service, leur compétence dans les matières qui leur sont confiées et leur capacité à discerner les signes des temps ».
Ce changement signifie également que la Curie ne doit plus servir à accueillir des prêtres « dont on ne sait plus quoi faire ».
Le premier laïc à la tête d'un dicastère avait été le journaliste Paolo Ruffini, devenu en 2018 préfet du dicastère pour la communication.
Il est difficile de savoir si ce changement attirera beaucoup de laïcs, la rémunération étant assez faible, particulièrement si ces personnes ont une famille à charge.
Cette décision conclut un débat complexe : la source de pouvoir de gouvernement au sein de l'Église provient-elle de l'ordination des évêques ou du mandat conféré par le pape ? Praedicate evangelium tranche en faveur de la deuxième explication.

### Durée des mandats
Les mandats à la tête des dicastères sont de cinq ans renouvelables une seule fois. Ce changement vise à éviter le « carriérisme » au sein de la Curie.

### Dicastères
Les départements de la curie qui s'appelaient auparavant congrégations ou conseils pontificaux, sont désormais appelés « dicastères », par exemple la Congrégation pour la doctrine de la foi sera connue sous le nom de « Dicastère pour la Doctrine de la Foi »,.
Les dicastères de la Curie romaine tels qu'établis dans la constitution apostolique sont, :
- Dicastère pour l'évangélisation
  - Ce nouveau dicastère est formé par la fusion du Conseil pontifical pour la promotion de la nouvelle évangélisation et de la Congrégation pour l'évangélisation des peuples. Il est présidé par le pape qui en est le préfet[15],[19].
- Dicastère pour la Doctrine de la Foi
- Dicastère pour le service de la charité
  - La création d'un dicastère de la charité est une nouveauté, jusque là c'est l'Aumônerie apostolique qui était chargée d'aider les pauvres[2].
- Dicastère pour les Églises orientales
- Dicastère pour le Culte Divin et la Discipline des Sacrements
- Dicastère pour les Causes des Saints
- Dicastère pour les évêques
- Dicastère pour le Clergé
- Dicastère pour les instituts de vie consacrée et les sociétés de vie apostolique
- Dicastère pour les laïcs, la famille et la vie
- Dicastère pour la promotion de l'unité des chrétiens
- Dicastère pour le dialogue interreligieux
- Dicastère pour la Culture et l'Éducation
  - Le dicastère est formé par la fusion du Conseil pontifical de la culture avec la Congrégation pour l'éducation catholique. Il est divisé en deux sections[15]
- Dicastère pour le service du développement humain intégral
- Dicastère des textes législatifs
- Dicastère pour la communication

Les dicastères doivent avoir une plus grande coopération entre eux. La Secrétairerie d'État est chargée d'organiser cette coopération.

### Importance de l'évangélisation
La réforme de la Curie doit permettre une « conversion missionnaire » de l'Église.
Si d'un point de vue juridique tous les dicastères sont à égalité, leur ordre de préséance est modifié : celui pour l'évangélisation se voit placé au-dessus de celui pour la doctrine de la foi afin de montrer son importance. Le pape François préside lui-même le dicastère pour l'évangélisation.

### Églises locales
Une importance plus grande est donnée aux Églises locales, le but est d'atteindre une « saine décentralisation ». Les conférences épiscopales ne sont pas une nouveauté, mais jusqu'au pape François elles ne pouvaient se substituer au rôle de l'évêque. Au niveau national comme régional ou continental, elles doivent travailler à la communion ecclésiale.

### Pouvoir du pape
Le pouvoir du pape est renforcé. Pour les décisions importantes, il devient incontournable.